# James Blake (musiker)
 Der er flere personer med dette navn, se James Blake.
James Blake (født 26. september 1988 i London) er en sanger og producer fra Storbritannien.

## Diskografi
Solo
- James Blake (2011)
- Overgrown (2013)
- The Colour in Anything (2016)
- Assume Form (2019)
- Friends That Break Your Heart (2021)
- Playing Robots into Heaven (2023)

I samarbejde med andre
- Bad Cameo (med Lil Yachty) (2024)